# Övre Herrgölen
Övre Herrgölen är en sjö i Norrköpings kommun i Östergötland och ingår i Kilaån-Motala ströms kustområde. Sjön har en area på 0,119 kvadratkilometer och ligger 93,2 meter över havet. Övre Herrgölen ligger i Glotternskogen Natura 2000-område.

## Delavrinningsområde
Övre Herrgölen ingår i det delavrinningsområde (651045-152363) som SMHI kallar för Inloppet i Nedre Glottern. Medelhöjden är 105 meter över havet och ytan är 19,76 kvadratkilometer. Det finns inga avrinningsområden uppströms utan avrinningsområdet är högsta punkten. Avrinningsområdets utflöde Torshagsån mynnar i havet. Avrinningsområdet består mestadels av skog (88 procent). Avrinningsområdet har 2,06 kvadratkilometer vattenytor vilket ger det en sjöprocent på 10,4 procent.